# أندريه دي فريس

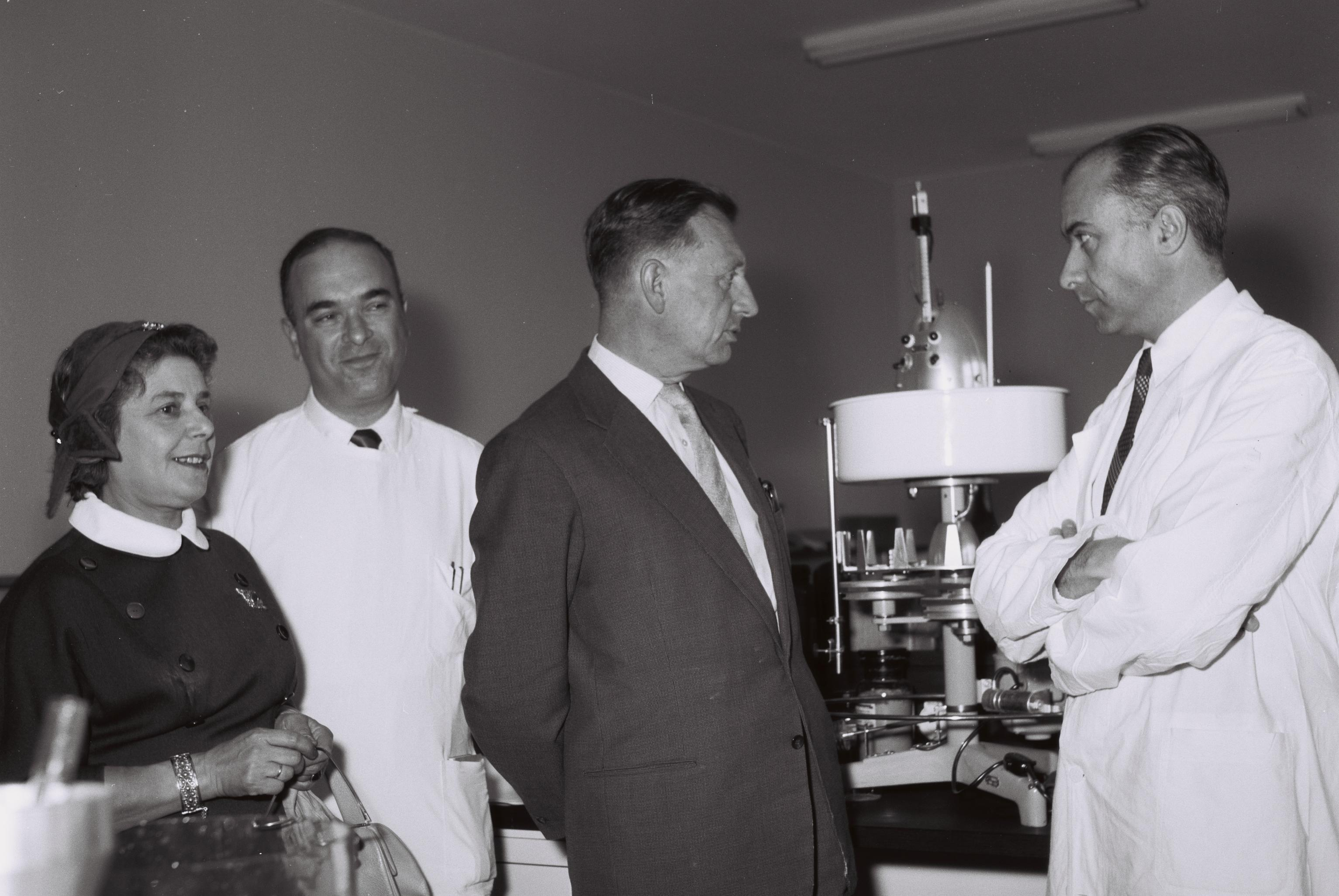
البروفيسور دي فريس في لقاء مع وزير الصحة الهولندي كو سورهوف، 1958

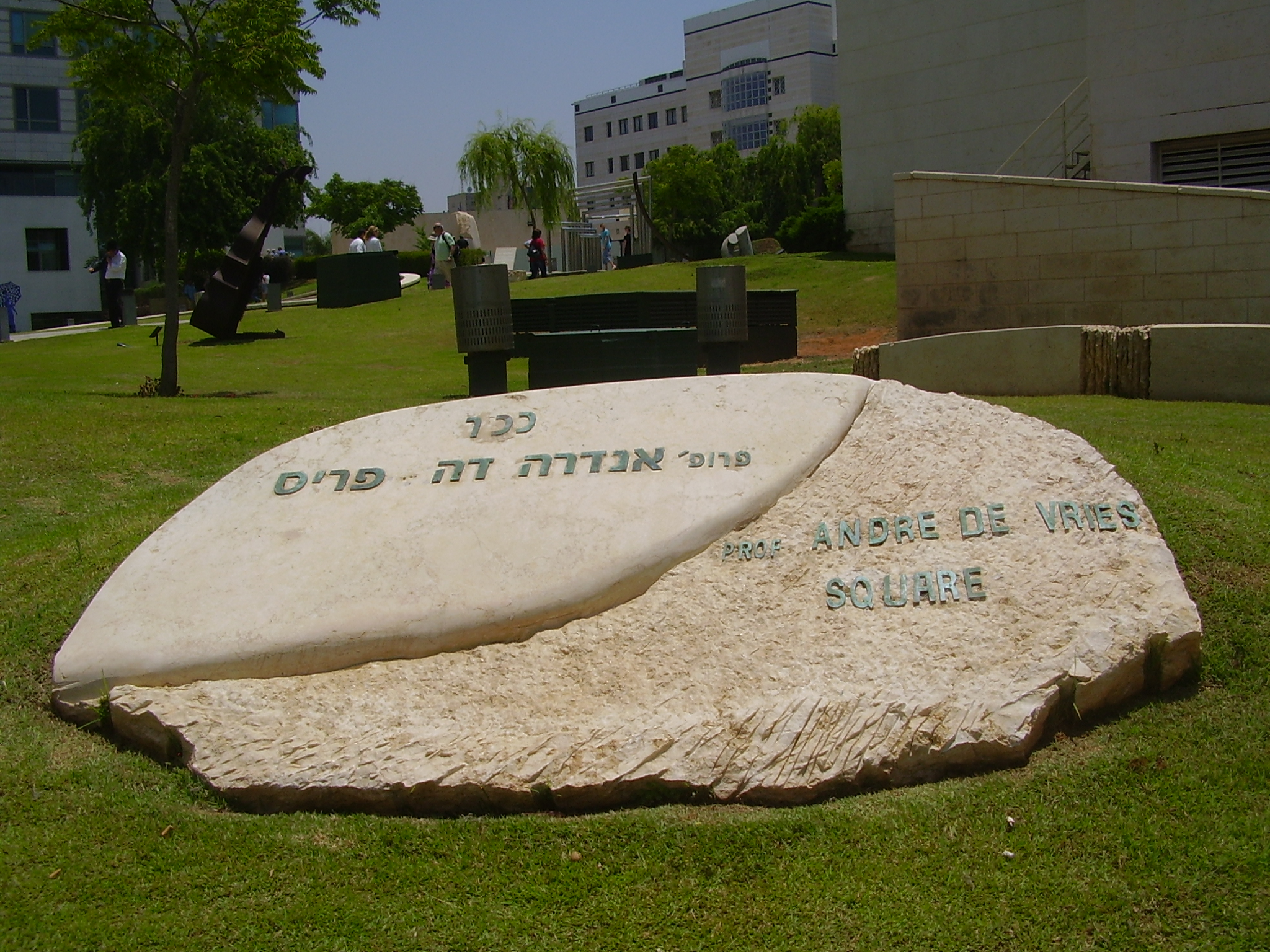
ساحة البروفيسور أندريه دي فريس في مستشفى بيلينسون (مركز رابين الطبي) في بتاح تكفا

أندريه دي فريس (28 فبراير 1911-15 سبتمبر 1996) طبيب إسرائيلي، في الطب الباطني وأمراض الدم والسموم، وأستاذ الطب في جامعة تل أبيب، وأحد مؤسسي كلية الطب بها ورئيسا لجامعة تل أبيب في السنوات (1969-1972).
حصل على جائزة إسرائيل في الطب لعام 1970.

## حياته
ولد دي فريس في عام 1911 في ليوواردن في مقاطعة فرايزلاند في شمال هولندا. وتخرج من كلية الطب من جامعة أمستردام عام 1936 وحصل على درجة الدكتوراه في الطب وفي عام 1938. وتخصص في الطب الباطني، وحصل في عام 1938 على إجازة في الطب الباطني. ومن عام 1932 إلى عام 1933، ترأس دي فريس مستشفى ميبل في هولندا وألقى محاضرات في الكيمياء السريرية في جامعة أمستردام. وفي عام 1939 عُين مديرًا لبنك الدم التابع للصليب الأحمر في شمال هولندا.
وهاجر إلى فلسطين في عام 1940 خلال الحرب العالمية الثانية. 
وبعد الهجرة إلى أرض إسرائيل، عمل راعيًا للأبقار في كيبوتس جيفا. وفي عام 1942 عاد لممارسة الطب والتحق بطاقم مستشفى هداسا في القدس. ومن عام 1946 إلى عام 1948 درس في جامعة هارفارد، وعند عودته إلى إسرائيل عاد للعمل في المستشفى وبدأ إلقاء محاضرات في كلية الطب بالجامعة العبرية. وفي عام 1949، عُين دي فريس مديرًا لمختبر الأبحاث السريرية بالمستشفى، وفي عام 1953 حصل على لقب أستاذ مساعد.
وفي عام 1955، انتقل دي فريس للعمل في مستشفى بيلينسون (مركز رابين الطبي) مديرا لقسم الطب الباطني ومديرا لمعهد البحوث الطبية. وبفضل عمله البحثي خلال هذه السنوات، إلى جانب كل من ماكس ليبكوفيتش وشمعون غيتر وشاؤول كوخبا في موضوع سم الأفعى في إسرائيل، جائزة سولد للطب والنظافة العامة من بلدية تل أبيب في عام 1959. كان دي فريس إلى جانب كل من حاييم شيبا وفريتز دريفوس وشموئيل شور، أحد مؤسسي كلية ساكلر للطب في جامعة تل أبيب وشغل منصب أول عميد للكلية.  ورُقي في عام 1965 إلى درجة أستاذ.  ثم شغل منصب رئيس الجامعة من عام 1969  إلى عام 1972.
وبعد إحالته للتقاعد، واصل العمل مستشارًا طبيًا في المستشفيات في جميع أنحاء إسرائيل وأجرى أبحاثًا في شركة تيفع وهي شركة إسرائيلية للصناعات الدوائية.

## جوائز
في عام 1970، حصل دي فريسعلى جائزة إسرائيل للطب، لمساهمته في التدريس والتعليم في الطب ولإنجازاته البحثية في أمراض الدم والسموم وأمراض التمثيل الغذائي.  
وتوفي أندريه دي فريس في صيف عام 1996. كان متزوجًا من هافا (ابنة أستاذ الأمراض يوسف لاشمان). وكان أباً لثلاثة أطفال: تامار دي فريس وينتر وهي فنانة مجوهرات ومحاضرة في أكاديمية شنكار للهندسة والتصميم. [7] وإيلان دي فريس المؤسس المشارك لمدرسة سام شبيغل للسينما والتلفزيون  والمدير السابق لسينماتك القدس ونائب رئيس المحتوى في ريشيت. ودافيد دي فريس، وهو أستاذ متفرغ في قسم دراسات العمل في كلية العلوم الاجتماعية في جامعة تل أبيب. 